# Чон Хак Чин
Чон Хак Ин (кор. 정학진; нар. 22 грудня 1986,) — північнокорейський борець вільного стилю, дворазовий чемпіон світу серед військовослужбовців, срібний призер чемпіонату Азії, чемпіон Азійських ігор.

## Спортивні результати на міжнародних змаганнях

### Виступи на Чемпіонатах світу
| Змагання                        | Збірна         | Вагова категорія          | Місце |
| ------------------------------- | -------------- | ------------------------- | ----- |
| Чемпіонат світу з боротьби 2015 | Північна Корея | вільна боротьба, до 57 кг | 5     |
| Чемпіонат світу з боротьби 2017 | Північна Корея | вільна боротьба, до 57 кг | 5     |

### Виступи на Чемпіонатах Азії
| Змагання                       | Збірна         | Вагова категорія          | Місце  |
| ------------------------------ | -------------- | ------------------------- | ------ |
| Чемпіонат Азії з боротьби 2014 | Північна Корея | вільна боротьба, до 57 кг | 10     |
| Чемпіонат Азії з боротьби 2015 | Північна Корея | вільна боротьба, до 57 кг | 5      |
| Чемпіонат Азії з боротьби 2016 | Північна Корея | вільна боротьба, до 57 кг | Срібло |

### Виступи на Азійських іграх
| Змагання           | Збірна         | Вагова категорія          | Місце  |
| ------------------ | -------------- | ------------------------- | ------ |
| Азійські ігри 2014 | Північна Корея | вільна боротьба, до 57 кг | Золото |

### Виступи на Чемпіонатах світу
| Змагання                                                  | Збірна         | Вагова категорія          | Місце  |
| --------------------------------------------------------- | -------------- | ------------------------- | ------ |
| Чемпіонат світу з боротьби серед військовослужбовців 2013 | Північна Корея | вільна боротьба, до 55 кг | Золото |
| Чемпіонат світу з боротьби серед військовослужбовців 2016 | Північна Корея | вільна боротьба, до 57 кг | Золото |

### Виступи на інших змаганнях
| Змагання                                 | Збірна         | Вагова категорія          | Місце  |
| ---------------------------------------- | -------------- | ------------------------- | ------ |
| Кубок Тахті 2011                         | Північна Корея | вільна боротьба, до 55 кг | Срібло |
| Відкритий кубок Монголії з боротьби 2012 | Північна Корея | вільна боротьба, до 55 кг | Срібло |
| Кубок Тахті 2014                         | Північна Корея | вільна боротьба, до 57 кг | Золото |
| Золотий Гран-прі з боротьби 2016         | Північна Корея | вільна боротьба, до 57 кг | 7      |